# La Liga 1964-1965
Statisticile pentru sezonul La Liga 1964–65.
La acest sezon au participat următoarele cluburi:
| - Atlético Bilbao - Atlético Madrid - CF Barcelona - Betis - Córdoba CF - Deportivo de La Coruña - Elche CF - RCD Español |  | - UD Las Palmas - Levante UD - Murcia - Real Madrid - Real Oviedo - Sevilla CF - Valencia CF - Zaragoza |

## Clasament
| Poziție | Club                   | Meciuri jucate | V  | E  | Î  | GÎ | GP | Puncte | A   | Comentarii                       |
| ------- | ---------------------- | -------------- | -- | -- | -- | -- | -- | ------ | --- | -------------------------------- |
| 1       | Real Madrid            | 30             | 21 | 5  | 4  | 64 | 18 | 47     | 46  | Campion La Liga                  |
| 2       | Atlético Madrid        | 30             | 20 | 3  | 7  | 58 | 27 | 43     | 31  |                                  |
| 3       | Zaragoza               | 30             | 19 | 2  | 9  | 60 | 37 | 40     | 23  |                                  |
| 4       | Valencia CF            | 30             | 17 | 4  | 9  | 59 | 37 | 38     | 22  |                                  |
| 5       | Córdoba CF             | 30             | 16 | 3  | 11 | 36 | 34 | 35     | 2   |                                  |
| 6       | CF Barcelona           | 30             | 14 | 4  | 12 | 59 | 41 | 32     | 18  |                                  |
| 7       | Atlético Bilbao        | 30             | 13 | 6  | 11 | 36 | 41 | 32     | -5  |                                  |
| 8       | Elche CF               | 30             | 14 | 3  | 13 | 38 | 43 | 31     | -5  |                                  |
| 9       | UD Las Palmas          | 30             | 11 | 7  | 12 | 36 | 43 | 29     | -7  |                                  |
| 10      | Sevilla CF             | 30             | 11 | 4  | 15 | 38 | 50 | 26     | -12 |                                  |
| 11      | RCD Español            | 30             | 12 | 1  | 17 | 37 | 39 | 25     | -2  |                                  |
| 12      | Betis                  | 30             | 8  | 7  | 15 | 33 | 45 | 23     | -12 |                                  |
| 13      | Murcia                 | 30             | 5  | 13 | 12 | 28 | 49 | 23     | -21 | playoff                          |
| 14      | Levante UD             | 30             | 8  | 5  | 17 | 37 | 51 | 21     | -14 | playoff                          |
| 15      | Real Oviedo            | 30             | 7  | 6  | 17 | 22 | 54 | 20     | -32 | Retrogradată în Segunda División |
| 16      | Deportivo de La Coruña | 30             | 6  | 3  | 21 | 18 | 50 | 15     | -32 | Retrogradată în Segunda División |

### Playoff
| Tur:      |     |                |
| Murcia    | 2-2 | CE Sabadell FC |
| CD Málaga | 4-2 | Levante UD     |

| Retur:         |     |           |         |
| CE Sabadell FC | 1-0 | Murcia    | Agg:3-2 |
| Levante UD     | 0-0 | CD Málaga | Agg:2-4 |